# 斯諾希爾鎮區 (北卡羅萊納州格林縣)
斯諾希爾鎮區（英語：Snow Hill Township）是位於美國北卡羅萊納州格林縣的一個鎮區。

## 地方資料
斯諾希爾鎮區的面積為58.27平方千米，皆為陸地。根據2020年美國人口普查的數據，當地共有人口3101人，而人口密度為每平方千米53.22人。